# AT&T Stadium
L'AT&T Stadium (precedentemente noto come Cowboys Stadium) è uno stadio situato ad Arlington, in Texas, ed è uno degli stadi più grandi in America. Inaugurato il 27 maggio 2009, ha sostituito il Texas Stadium come stadio di casa per la squadra dei Dallas Cowboys della NFL.

## Storia
Originariamente il costo stimato fu di 650 milioni di dollari, mentre il costo finale di costruzione dello stadio è stato di 1,3 miliardi, che lo rende uno dei luoghi più costosi mai costruito per ospitare eventi sportivi. Per aiutare il proprietario e general manager dei Cowboys Jerry Jones a pagare i costi di costruzione del nuovo stadio, la città di Arlington ha fornito 325 milioni di dollari.
Il 27 maggio 2009 è stato aperto al pubblico con il taglio del nastro con la partecipazione dei giocatori dei Cowboys (compresi Rayfield Wright, Troy Aikman, Emmitt Smith, Michael Irvin, Darryl Johnston, Preston Pearson e Chad Hennings). Il 6 giugno 2009 la star del country George Strait ha tenuto il primo concerto in questo stadio, affiancato da Reba McEntire, Blake Shelton e Lee Ann Womack. Gli spettatori di questo concerto estivo furono 60 188. All'AT&T Stadium si sono esibiti i Jonas Brothers, Paul McCartney, gli U2 e Taylor Swift.
Il 14 febbraio 2010 lo stadio è stato sede dell'NBA All-Star Game 2010, al quale ha assistito una folla di 108 713 spettatori. La partita è così diventata la più frequentata della storia, fissando un nuovo record nel Guinness World Record. Il 6 febbraio 2011 lo stadio ha ospitato il Super Bowl XLV. Il 25 maggio 2013 la cantante Taylor Swift si è esibita per la seconda volta nello stadio con The Red Tour. Il 24 agosto 2014 la boyband One Direction si è esibita per la prima volta nello stadio con il suo Where We Are Tour. Il 3 aprile 2016 si è tenuta WrestleMania 32 che ha fatto registrare un'affluenza di 101.763 spettatori. Il 17 gennaio 2021 venne annunciato che lo stadio sarebbe stato sede di WrestleMania 38 che si tenne il 2 aprile 2022.